# Xavier Bohl
Pour les articles homonymes, voir Bohl.
Xavier Bohl (17 novembre 1954 - ) est un architecte et urbaniste français. Il a réalisé l’architecture de la première marina en région parisienne dans les années 1990, alors qu'il travaillait au sein du cabinet d'architecture de François Spoerry, à qui l'on doit Port-Grimaud. Il a reçu plusieurs prix pour la réalisation d'une cité-jardin au Plessis-Robinson dans les années 2000. Il est le concepteur de plusieurs rénovations de cœurs de villes et constructions de quartiers durables.

## Biographie

### Carrière
En compagnie de son épouse, il effectue un voyage à pied de Paris à Ankara (Turquie) en 1979. De cette expérience, il publie un livre, Maisons Saisons. Observations sur l'architecture vernaculaire lors d'un voyage à pied de Paris à Ankara, chez deux éditeurs : Éditions Alternatives, en français, et Éditions Yapi Kredi, en turc. Passant par l'Italie et le Grèce, ils effectuent des centaines de croquis, localisés et commentés, de maisons rurales et urbaines et de détails d'architecture. Xavier Bohl préconise, dans son livre, une « architecture vernaculaire » au sens strict, c'est-à-dire une architecture « propre au pays où elle vivra ».
Il produit ensuite deux publications, éditées par EDF : Le Bâti ancien en Corse et Le Bâti ancien en Beauce et Sologne, qui sont directement liées à ses expériences professionnelles dans la restauration du bâti ancien, respectivement en Corse (de 1981 à 1983), puis en Touraine (de 1983 à 1985).
Il devient l'assistant de l'architecte François Spoerry à Port-Grimaud (France, Var) de 1984 à 1999 et participe à de nombreux projets internationaux : Port Liberté à New York (États-Unis), Puerto Cancun et Puerto Escondido au Mexique, extension du village et création du golf de Gassin (France, Var), projet primé par le prix européen d'architecture Philippe-Rotthier en 1998, Les Parcs et Les Restanques de Grimaud (France, Var).

### Travaux et reconnaissances

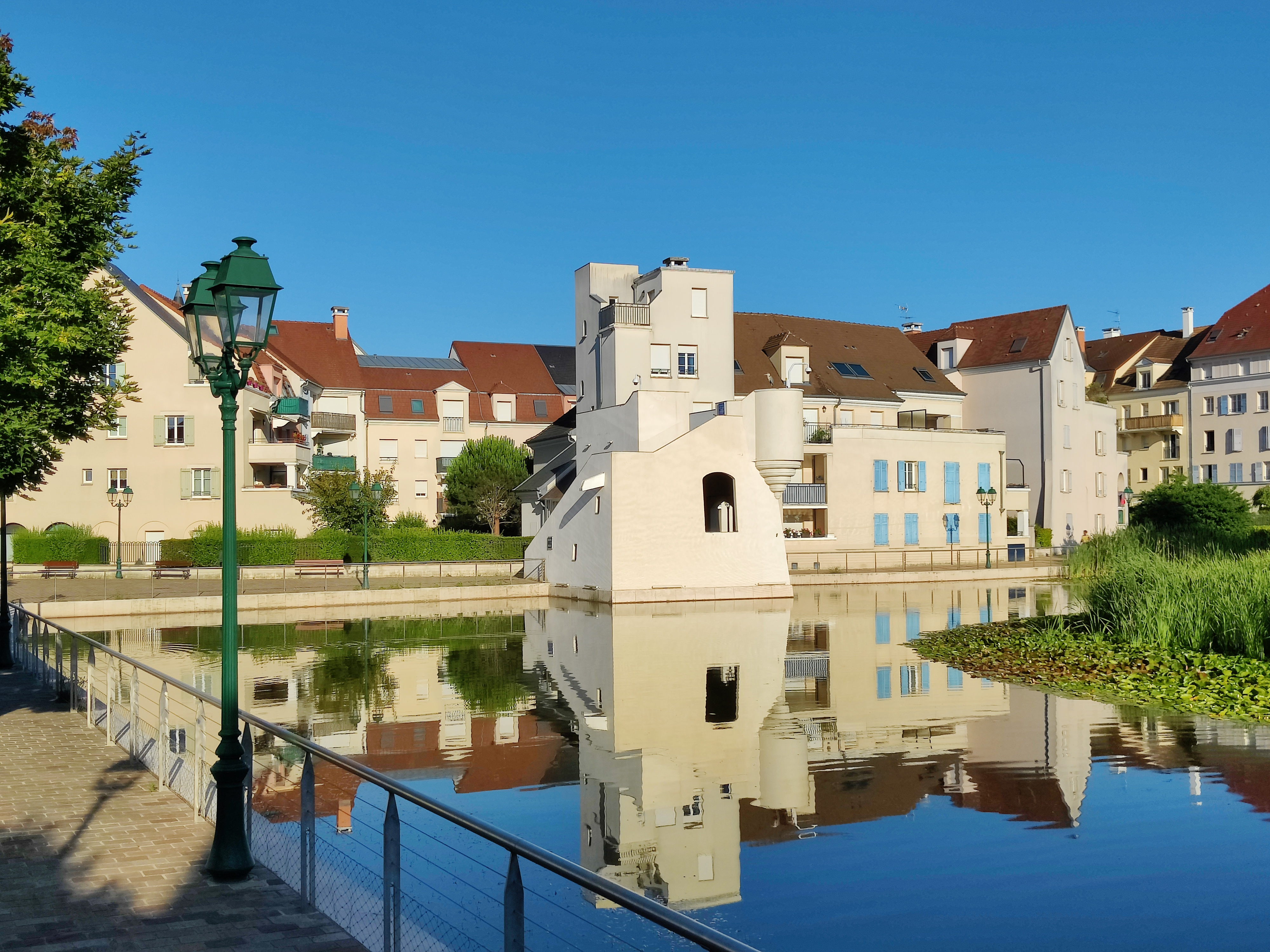
Le quartier Saint-Eloi à Wissous.

Après le décès de François Spoerry en 1999, il crée l'Atelier Xavier Bohl à Port-Grimaud et se lance dans des projets de restructuration urbaine : 
- le cœur de ville et la cité-jardin au Plessis-Robinson (France, Hauts-de-Seine), qui a obtenu le prix européen d'architecture Philippe-Rotthier de la Reconstruction de la Ville en 2008 ainsi que le Grand Prix européen de l'urbanisme en 2012[3] ;
- cœurs de ville et nouveaux quartiers durables à Wissous (Essonne), Vauréal (Val-d'Oise), Belgentier (Var), Le Beausset (Var), Cogolin (Var), Port-de-Bouc (Bouches-du-Rhône), Saint-Maximin-la-Sainte-Baume (Var), Deauville (Calvados), Blois (Loir-et-Cher), Quartier des Bergères, à Puteaux[4], etc.

Xavier Bohl a reçu d'autres prix internationaux, notamment pour sa participation au projet de la marina de Limassol à Chypre. Pour le style de la marina, la cabinet s'est inspiré de Port-Grimaud et de Saint-Tropez : bâtiments placés directement dans l'eau, aux tons pastels et aux toits couverts de tuiles romaines. Les auteurs du guide Chypres 2016/2017 aux éditions Petit Futé ne sont guère impressionnés, qui notent que « l'ensemble d'un esthétisme improbable manque sérieusement de charme » et qu'il « est souvent comparé à un "Disneyland sur mer" ».
Ayant été retenu pour mener à bien le projet Hillside Residential Project à Dubaï, l'atelier a bénéficié de plusieurs mentions élogieuses dans différents supports arabes, ce qui contribue à son image à l'international, puisque l'information a été relayée sur des supports couvrant d'autres langues et d'autres zones géographiques.

### Conceptions en matière d'architecture urbaine
Pour le projet de création d'une cité-jardin au Plessis-Robinson, Xavier Bohl, choisi, en 2000, comme architecte en chef, s'affirme comme le successeur et l'héritier spirituel de François Spoerry : « Nos sources sont les succès heureux du passé, avec la joie, les couleurs, la mise en valeur des particularismes locaux, le respect de l'homme : une architecture douce dans l'esprit que nous a enseigné François Spoerry. ».